# Årup Sogn

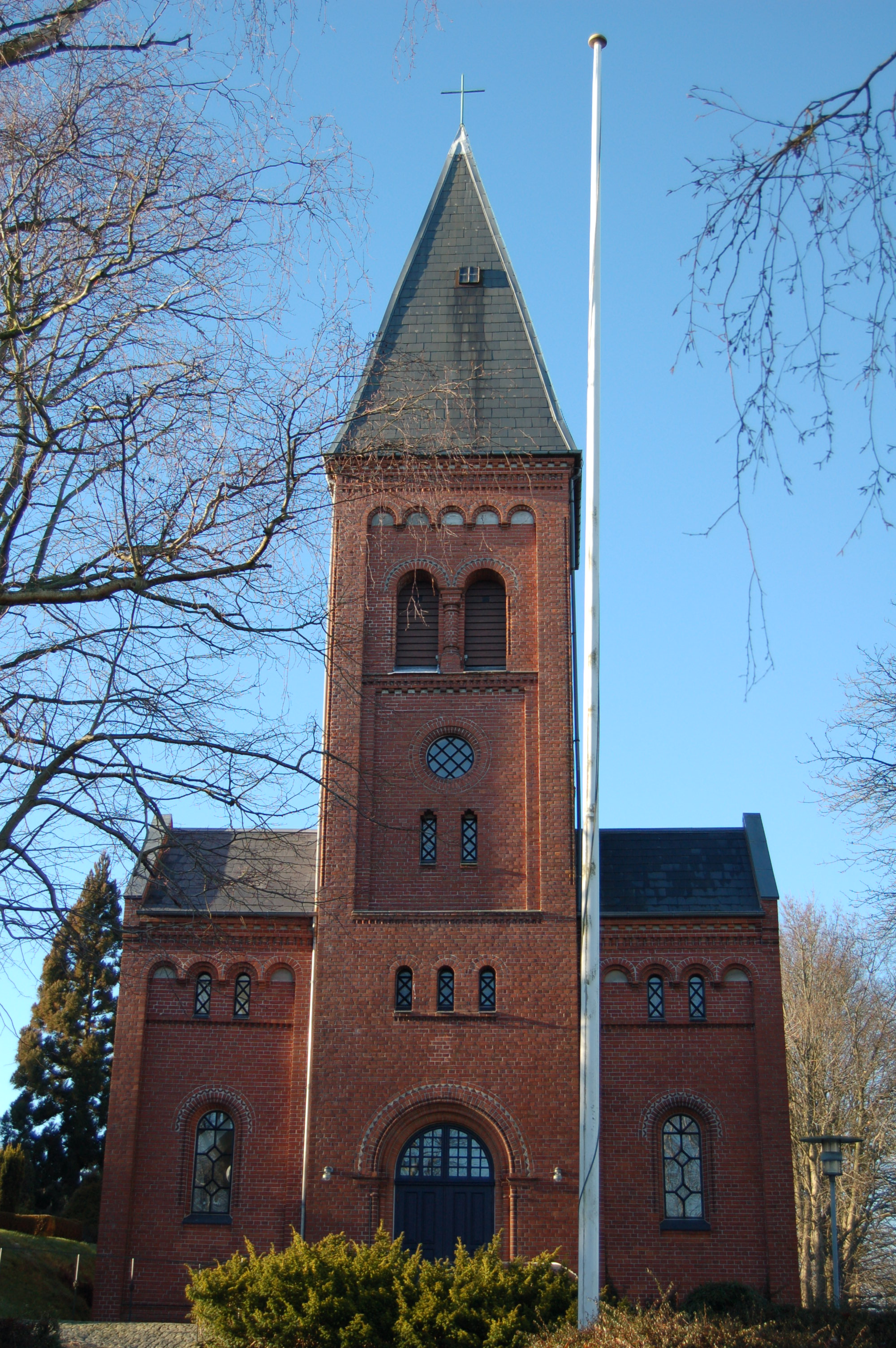
Årup Kirke

Årup Sogn ist eine Kirchspielsgemeinde (dän.: Sogn)
auf der Insel Fyn (dt.: Fünen)
im südlichen Dänemark. Bis 1970 gehörte sie zur Harde Odense Herred im damaligen Odense Amt, danach zur Aarup Kommune im
Fyns Amt, die im Zuge der  Kommunalreform zum 1. Januar 2007 in der
Assens Kommune in der Region Syddanmark aufgegangen ist.
Von den 3209 Einwohnern des ehemaligen Kommunenzentrums Aarup leben 3209 im Kirchspiel Årup (Stand: 1. Januar 2023).
Im Kirchspiel liegt die Kirche „Årup Kirke“.
Nachbargemeinden sind im Norden Rørup Sogn, im Osten Vissenbjerg Sogn, im Süden Orte Sogn und Skydebjerg Sogn und im Westen Kerte Sogn.